# Landgericht Mönchengladbach

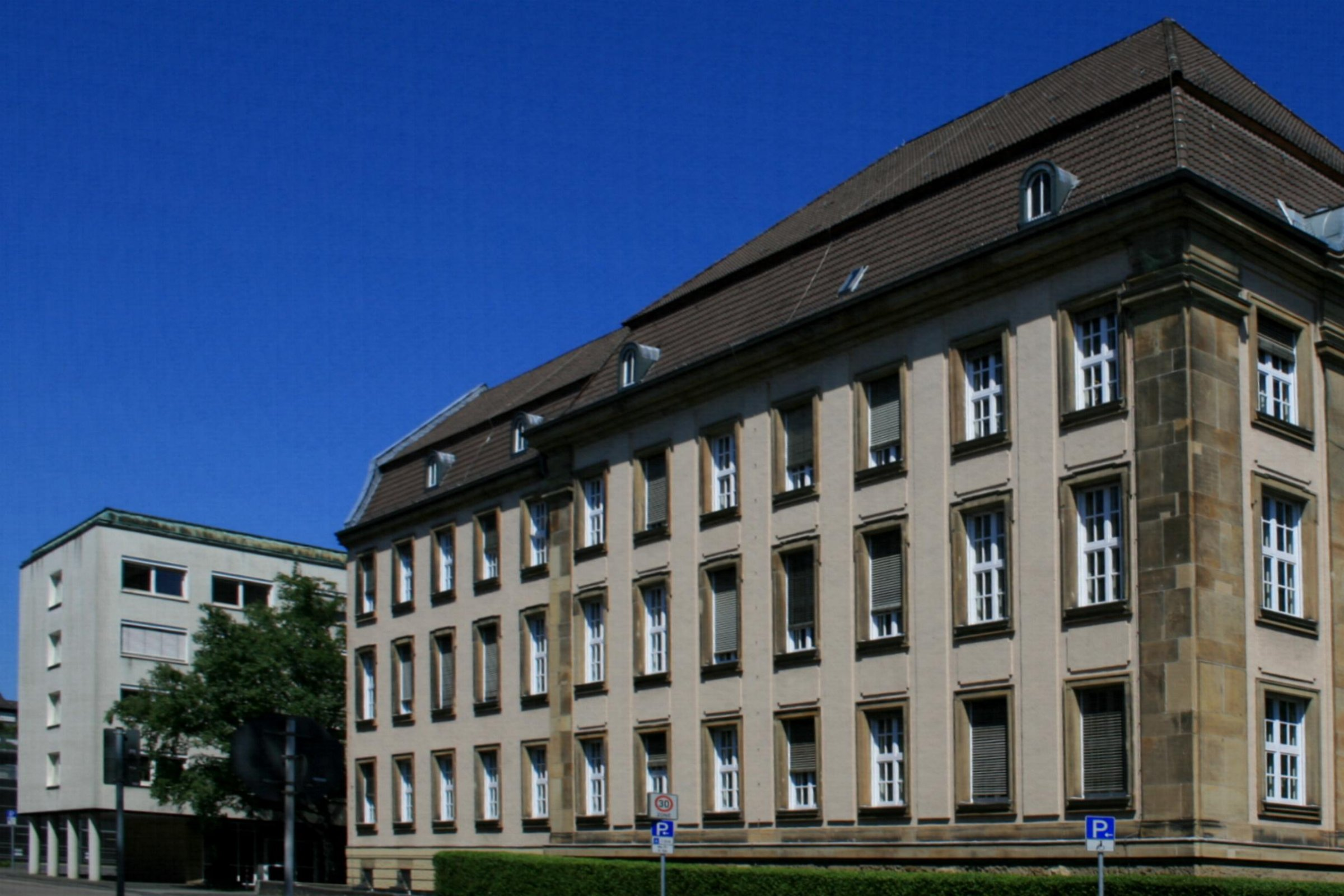
Gerichtsgebäude

Das Landgericht Mönchengladbach gehört zur ordentlichen Gerichtsbarkeit des deutschen Bundeslandes Nordrhein-Westfalen und ist eines von sechs Landgerichten im Oberlandesgerichtsbezirk Düsseldorf.

## Gerichtssitz und -bezirk
Das Landgericht hat seinen Sitz zusammen mit dem Amtsgericht Mönchengladbach im selben denkmalgeschützten Gebäudekomplex in Mönchengladbach. Der Gerichtsbezirk umfasst die Städte Mönchengladbach, Grevenbroich, Jüchen, Erkelenz, Hückelhoven, Wegberg und Viersen sowie die Gemeinden Schwalmtal, Niederkrüchten und Rommerskirchen.

## Über- und nachgeordnete Gerichte
Dem Landgericht Mönchengladbach ist im Instanzenzug das Oberlandesgericht Düsseldorf übergeordnet. Nachgeordnet sind die Amtsgerichte Mönchengladbach, Mönchengladbach-Rheydt, Viersen, Erkelenz und Grevenbroich.